# Brainerd International Raceway

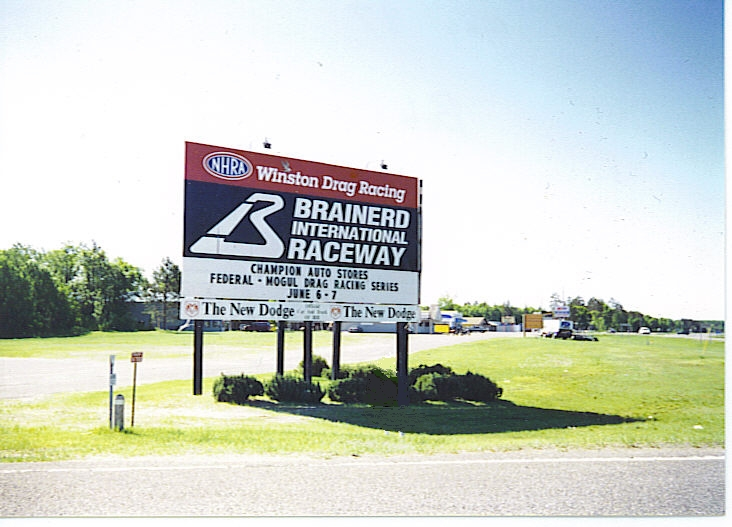
Het welkomstbord van het circuit in mei 1997

De Brainerd International Raceway is een racecomplex ten noordwesten van Brainerd in de Amerikaanse staat Minnesota. Het complex omvangt een dragracestrip van een kwart mijl (400 meter) en twee overlappende permanente circuits van 2,5 mijl (4,023 km) en 3,1 mijl (4,989 km). Daarnaast is er een kartcircuit te vinden.

## Geschiedenis
Het circuit, gefinancierd door George Montgomery, opende in juli 1968 en droeg oorspronkelijk de naam Donnybrooke Speedway. Het was vernoemd naar Donny Skogmo en Brooke Kinnard, twee coureurs die korte tijd eerder om het leven waren gekomen. Het eerste evenement op het circuit was een dragrace, waarna op 10 augustus de eerste races op het volledige circuit werden georganiseerd. Op het complex waren destijds weinig faciliteiten te vinden; er waren geen tribunes of toiletten aanwezig.
Na een aantal succesvolle jaren raakte in 1972 het geld op. In 1973 werd het circuit gekocht door amateurcoureur Jerry Hansen. Onder zijn leiding werd er een nieuw management ingesteld en werd het circuit flink verbeterd. Ook hernoemde hij het complex naar Brainerd International Raceway.
In 1994 kreeg het circuit opnieuw een nieuwe eigenaar nadat het werd verkocht aan Donald Williamson, die vooral dragraces wilde organiseren op het circuit. In 2006 verkocht hij het complex aan Jed en Kristi Copham.

## Circuit
Het circuit is 3,1 mijl (4,989 km) lang en telt tien bochten, drie naar links en zeven naar rechts. Het heeft een recht stuk van bijna een mijl (1,6 km) lang, gevolgd door een lange bocht die bijna vol gas genomen kan worden. In 1968 werd het hiermee het circuit met zowel het langste rechte stuk als de snelste bocht in de Verenigde Staten. De rest van het circuit werd gebouwd op moerasgrond en er moesten veel bomen worden gekapt.
In 1989 werd er een nieuwe versie van de negende bocht van het circuit naast de oude versie aangelegd op aandrigen van de organisatie van het wereldkampioenschap superbike.
In 2008, na de overname van het circuit door de Cophams, werd er binnen het oude circuit een nieuw circuit aangelegd. Dit circuit gebruikt de helft van de oude baan, zonder het lange rechte stuk, is 2,5 mijl (4,023 km) lang en telt dertien bochten. Hierdoor kon het circuit tegelijkertijd wegraces en dragraces organiseren. Het volledige circuit zou hierna bekend staan als de Donnybrooke Course, maar alle races zouden hierna worden gehouden op het korte circuit.

## Evenementen
In de jaren '60 en '70 werden op het circuit regelmatig races uit de Can-Am en de Trans-Am Series georganiseerd. In 1969 was het circuit eenmalig gastheer van een IndyCar-race; de twee heats werden gewonnen door Gordon Johncock en Dan Gurney.
In 1982 werden er voor het eerst motorraces georganiseerd op het circuit met de Honda Classic Camel Pro Series, een Amerikaans superbike-kampioenschap. Wayne Rainey, de toekomstig drievoudig wereldkampioen in de 500 cc, won dat jaar de race, iets dat hij in 1986 en 1987 zou herhalen. Tussen 1989 en 1991 organiseerde het circuit ook races in het wereldkampioenschap superbike. Na de overname van het circuit door Williamson verdwenen de motorraces langzaam van het circuit ten faveure van dragraces.
Na de opening van het nieuwe circuit in 2008 worden er regelmatig motorraces en Trans-Am-races georganiseerd. Ook was het circuit gastheer van enkele NASCAR-races, alsmede van een aantal kampioenschappen in het formuleracing, zoals het Formula Regional Americas Championship en het Amerikaanse Formule 4-kampioenschap.